# Thorild Olsson
Thorild Olsson (Suecia, 28 de noviembre de 1886-20 de marzo de 1934) fue un atleta sueco, especialista en la prueba de 3000 m por equipo en la que llegó a ser subcampeón olímpico en 1912.

## Carrera deportiva
En los JJ. OO. de Estocolmo 1912 ganó la medalla de plata en los 3000 m por equipo, logrando 13 puntos, tras Estados Unidos (oro con 9 puntos) y por delante de Reino Unido (bronce con 23 puntos), siendo sus compañeros de equipo: Bror Fock, Ernst Wide, John Zander y Nils Frykberg.